# 鞍馬天狗の「家」
『鞍馬天狗の「家」』（くらまてんぐのいえ）は、1977年11月3日の15:00 - 15:54（JST）に、朝日放送の制作によりテレビ朝日系列で放送されたスペシャルドラマ。

## 概要
幼い頃からの憧れであったアラカン（嵐寛寿郎）主演の「鞍馬天狗」の映画を作らんがために、勤めていた商社を辞めてまで取り組んだ一人の男と、妻と娘、そしてそれを取り巻く人たちを描いた物語。劇中、アラカン演じる鞍馬天狗が、信一（愛川欽也）の娘・あかり（斉藤こず恵）演じる杉作のために、新撰組の妨害にもめげる事無く、真面目かつ必死になって家作りに取り組む姿は、十数年掛かってマイホームを手に入れた信一の姿と重なって見える等、アラカンの鞍馬天狗を見ていた人たちにはもとより、それすら知らない世代にも楽しめる様に仕上がっている。アラカンと彼の妻（高橋久子）がそれぞれ本人役で出演している。また、アラカン自身によるモノローグもある。

## あらすじ
昔からの念願であったアラカン主演の映画「鞍馬天狗」を作るために、それまで勤めていた商社を退職した野崎信一は、小学生の娘・あかりを連れて京都へと向かった。京都へ着いて早々にアラカンの自宅へと向かった信一は、アラカンが近くのパチンコ店に居ると知り、あかりを連れて出向いた。その店で趣味のパチンコに興じていたアラカンを見つけた信一は、その場でアラカンを説き伏せ、出演交渉を行う。アラカンの快諾を得て撮影開始にこぎ着けた信一だったが、事情を知らないアラカンのマネージャー（織本順吉）からは煙たがられたり、信一らの後を追って京都へやって来た信一の妻（中原早苗）からは呆れられたりと散々。それでも撮影を進めて行くうちに、撮影現場にはアラカンの鞍馬天狗見たさにたくさんの人だかりが。しかしある日、鞍馬天狗が白馬に乗って河原を疾走するシーンを撮影中、アラカンが白馬から落ちて左足を怪我をすると言うアクシデントが起こってしまう。それに加えて、杉作役のあかりが信一の妻と共に東京へ帰ると言う最悪の事態の中、信一は自らアラカンの代役となり、そして時にはアラカンのマネージャーの協力を得て撮影を進めて行く。そして、アラカンに自ら監督・撮影した映画を見てもらうべく、完成したフィルムと映写機を携え、アラカンが入院する病院の病室に来た信一。完成したフィルムに映し出された映像を見て、信一とアラカンが思った事とは…。

## 配役
- 野崎信一 - 愛川欽也
- 野崎あかり（信一の長女） - 斉藤こず恵
- 嵐寛寿郎 - 本人
- 信一の妻 - 中原早苗
- 嵐のマネージャー - 織本順吉
- 嵐の妻 - 高橋久子（本人）

## スタッフ・受賞歴
- 企画制作：山内久司、狛林利男、杉本宏、奥田哲雄
- 脚本：早坂暁
- 音楽：野口源次郎
- 演出：西村大介
- 制作・著作：朝日放送
  - 第26回日本民間放送連盟賞娯楽番組部門最優秀賞、第5回放送文化基金賞ドキュメンタリー番組部門奨励賞受賞

## 備考
- TBS系（いわゆる腸捻転）時代に『東芝日曜劇場』や『近鉄金曜劇場』などの単発ドラマの制作に関わっていた朝日放送は1975年3月31日にNETテレビ（1977年4月1日よりテレビ朝日）系にネットチェンジして以降、事実上その機会を失う形となってしまった。しかし当時は腸捻転時代のドラマスタッフが大部分残っていたこともあり、朝日放送としては「ドラマのABC」は健在である、ということをアピールするため久々の単発作品として本作が制作・放映された。
- 嵐寛寿郎にとっては、劇中劇ではあるが本作が「鞍馬天狗」を演じた最後の作品となった。
- 1995年12月22日放送の同じ朝日放送制作・テレビ朝日系『驚きももの木20世紀・嵐寛寿郎痛快一代記』（司会：三宅裕司）では、本作の一部分が紹介され、証言VTRに脚本の早坂、主演の愛川が出演した。
- 本作は現在、横浜市の放送ライブラリーにおいて視聴可能である。